# Seo Yeong-jun
Seo Yeong-jun (* 8. März 1995 in Seoul) ist ein südkoreanischer Eishockeyspieler, der seit 2014 für die Mannschaft der Korea University in der südkoreanischen Hochschulliga spielt.

## Karriere
Seo Yeong-jun begann seine Karriere als Eishockeyspieler bei den Calgary Royals, mit deren Mannschaften er in verschiedenen Juniorenspielklassen der Provinz Alberta spielte. Als 17-Jähriger kehrte er nach Korea zurück und spielte zwei Jahre für Posung in der südkoreanischen Eishockeyliga. Seit 2014 steht er für das Team der Korea University in der südkoreanischen Hochschulliga auf dem Eis.

### International
Für Südkorea nahm Seo Yeong-jun zunächst an der U18-Weltmeisterschaft 2013 in der Division I teil. Anschließend spielte er bei den U20-Weltmeisterschaften 2014, als er als Topscorer und Torschützenkönig auch zum besten Verteidiger des Turniers gewählt wurde, und 2015 in der Division II.
Sein Debüt in der A-Nationalmannschaft des asiatischen Landes gab er bei der Weltmeisterschaft 2016 in der Division I, in der er auch 2017 spielte, als erstmals der Sprung in die Top-Division gelang. Bei den Winter-Asienspielen 2017 belegte er mit den Südkoreanern Platz zwei hinter Kasachstan.

## Erfolge und Auszeichnungen
- 2014 Aufstieg in die Division II, Gruppe A, bei der U20-Weltmeisterschaft der Division II, Gruppe B
- 2014 Torschützenkönig und Topscorer bei der U20-Weltmeisterschaft der Division II, Gruppe B
- 2017 Silbermedaille bei den Winter-Asienspielen
- 2017 Aufstieg in die Top-Division bei der Weltmeisterschaft der Division I, Gruppe A